# ポパイ・ジョーンズ
ポパイ・ジョーンズことロナルド・ジェローム・ジョーンズ（Ronald Jerome "Popeye" Jones, 1970年6月17日 - ）は、アメリカ合衆国テネシー州ドレスデン出身の元プロバスケットボール選手。NBAのダラス・マーベリックスを始め、複数のチームでプレイしたジャーニーマンである。身長203cm、体重120kg。ポジションはフォワード。引退後はダラス・マーベリックスとニュージャージー・ネッツのアシスタント・コーチを経て、現在はデンバー・ナゲッツのアシスタント・コーチを務めている。

## 学生時代
マレー州立大学でプレイし、1991年と1992年にはオハイオ・バレー・カンファレンスのアスリート・オブ・ザ・イヤーも受賞した。ジョーンズの背番号"54"はマレー州立大学の7つの永久欠番のうちの一つである。通算2057得点はマレー州立大学歴代4位、通算1374リバウンドは同大学歴代1位であり、通算2000得点以上と1000リバウンド以上を記録した選手はマレー州立大学の歴史ではジョーンズだけである。

## NBAキャリア
1992年のドラフトではヒューストン・ロケッツから全体41位指名を受けるが、直後にミシガン大学のエリック・ライリーのドラフト指名権と交換でダラス・マーベリックスにトレードされた。NBA入りする前に1シーズンをヨーロッパでプレイした後、ジョーンズはマーベリックスで3シーズンをプレイした。その後は移籍を繰り返すジャーニーマンとなり、トロント・ラプターズ、ボストン・セルティックス、デンバー・ナゲッツ、ワシントン・ウィザーズでプレイした後2002-2003シーズンをダラス・マーベリックスでプレイしたが、82試合中26試合に出場するにとどまった。翌シーズンのゴールデンステート・ウォリアーズが彼の最後のチームとなった。
ジョーンズのキャリアで最も輝かしい成績が残ったのはダラス・マーベリックスに在籍していた1995-1996シーズンである。ジョーンズは前年の平均10.3得点、10.6リバウンドを上回るシーズン平均11.3得点、10.8リバウンドを記録し、2シーズン連続で平均ダブル・ダブルを達成する。このシーズンには1試合28リバウンドも記録し、これは今でもダラス・マーベリックスのチーム記録である。

## その他
- ニックネームはアニメのポパイが由来であり、ジョーンズが生後退院して初めて帰宅した時に兄のデイヴィッドがテレビでポパイを観ていたことに由来している。
- ワシントン・ウィザーズ在籍時には、マイケル・ジョーダンに指名されてクワミ・ブラウンの教育係を務めていた。
- 腕全体が前に倒れ込むような、独特のシュートフォームの持ち主である。(ショーン・マリオンも腕を折り畳んだような独特のフォームの持ち主であるが、それとも大きく異なる。)
- サム・キャセールと並ぶ"宇宙人顔"としても知られる。映画グーニーズのスロース、ロード・オブ・ザ・リングのドビー、シュレックにも似ているとされている。
- 2009年11月、飲酒運転により逮捕されている。警官が手錠をかけようとしたところ抵抗し、顔に傷を負った。この事件に関し、新聞には「ポパイは逮捕される前にホウレンソウを食べるのを忘れていたのでは」と揶揄された。
- 三人いる息子はいずれもホッケー選手である。そのうちセスは2009年のWHL第1巡目11位でエベレット・シルバーチップスに指名された。
- そのセスは2013年のNHLドラフトで、ナッシュビル・プレデターズから第1巡目全体4位で指名されている。